# Élections législatives lettonnes de 2014
Les élections législatives lettonnes de 2014 (en letton : 12. Saeimas vēlēšanas) se sont tenues le samedi 4 octobre 2014, afin d'élire les cent députés de la douzième législature de la Saeima.
Bien que le Parti social-démocrate « Harmonie » arrive en tête, le scrutin voit la coalition majoritaire sortante conserver sa majorité absolue en sièges.

## Contexte

### La dissolution de la Saeima
Le 28 mai 2011, le président de la République d'alors, Valdis Zatlers, annonce la convocation d'un référendum sur la dissolution de la Saeima. En conséquence, cinq jours plus tard, il est battu lors de l'élection présidentielle par l'homme d'affaires Andris Bērziņš. Il décide alors de fonder un nouveau parti politique centriste et libéral, le Parti réformateur de Zatlers (ZRP).
Le référendum, marqué par 56 % d'abstention, donne au « oui » 94,3 % de suffrages ; la Saeima est alors dissoute et des élections anticipées convoquées pour le 17 septembre. Selon l'article 13 de la Constitution lettone, la législature est limitée à trois ans du fait de la dissolution du Parlement.

### Victoire du centre droit
Lors du scrutin, le Centre de l'harmonie (SC), coalition de centre gauche pro-Russe, vire nettement en tête avec 28,4 % des voix et 31 députés. Unité, formation du Premier ministre Valdis Dombrovskis, se place troisième avec 20 parlementaires et 18,8 % des suffrages, juste derrière le ZRP, qui totalise 20,8 % des voix et 22 mandats. Le score de l'Alliance nationale (NA), coalition nationaliste qui remporte 13,9 % des suffrages et 14 sièges, lui permet de passer devant l'Union des verts et des paysans (ZZS), dernière force à entrer à la Saeima avec un résultat de 12,2 %, soit 13 élus.
Bien que le SC soit le premier parti de l'hémicycle et le ZRP la première formation du centre-droit parlementaire, c'est à Dombrovskis que le chef de l'État confie le soin de constituer une nouvelle majorité. Ce dernier décide de s'associer avec le parti de Zatlers et la ZZS, ce qui lui assure 55 sièges sur 100. Toutefois, à l'ouverture de la législature, 6 parlementaires du ZRP passent chez les indépendants, mais assurent le gouvernement Dombrovskis III de leur soutien.

### Changement de Premier ministre
Le 27 novembre 2013, six jours après l'effondrement d'un supermarché à Riga, le chef de l'exécutif annonce qu'il démissionne afin d'assumer les responsabilités politiques de cette catastrophe. Unité engage alors un bras de fer avec le président Bērziņš en proposant à la direction du gouvernement le ministre de la Défense Artis Pabriks. Le refus catégorique du chef de l'État amène Unité à choisir la ministre de l'Agriculture Laimdota Straujuma, une technocrate qui adhère au parti à cette occasion. Elle est nommée, avec son gouvernement, le 22 janvier 2014, devenant la première femme Premier ministre de Lettonie. Elle reconduit la coalition de son prédécesseur en y ajoutant la NA, ce qui laisse le SC seul dans l'opposition.
Après que le 27 décembre 2013 le Parti réformateur (RP, nouveau nom du ZRP) a annoncé constituer des listes conjointes avec Unité en vue des prochaines législatives, le Parti social-démocrate « Harmonie » décide le 20 juillet 2014 de se présenter seul lors de ce même scrutin, son allié au sein du SC le Parti socialiste de Lettonie (LSP) faisant le choix de ne pas concourir.

## Mode de scrutin
La Saeima se compose de cent députés, élus pour quatre ans au suffrage universel direct suivant les règles du scrutin proportionnel de Sainte-Laguë. Le vote préférentiel est autorisé.
Le pays est divisé en cinq circonscriptions, qui élisent de 32 à 13 députés en fonction de leur population. Seuls les forces politiques remportant au moins 5 % des suffrages exprimés au niveau national sont admises à la répartition des sièges.

### Allocation des sièges par circonscription
| Circonscriptions | Sièges | +/-           |  |
| Riga             | 32     | 2             |  |
| Livonie          | 26     | 1             |  |
| Latgale          | 15     | en stagnation |  |
| Zemgale          | 14     | 1             |  |
| Courlande        | 13     | en stagnation |  |
| Total            | 100    | en stagnation |  |

## Principaux partis et chefs de file
| Formation | Formation                                                                | Idéologie                                                     | Chef de file                              | Résultats en 2011           |
| --------- | ------------------------------------------------------------------------ | ------------------------------------------------------------- | ----------------------------------------- | --------------------------- |
|           | Parti social-démocrate « Harmonie » „Saskaņa” Sociāldemokrātiskā Partija | Centre gauche Social-démocratie, Défense de la minorité russe | Nils Ušakovs (Maire de Riga)              | 28,43 % des voix 31 députés |
|           | Unité Vienotība                                                          | Centre droit Libéralisme, conservatisme, social-libéralisme   | Laimdota Straujuma (Première ministre)    | 18,82 % des voix 20 députés |
|           | Alliance nationale Nacionālā apvienība                                   | Droite Nationalisme, conservatisme                            | Raivis Dzintars (Députés)                 | 13,86 % des voix 14 députés |
|           | Union des verts et des paysans Zaļo un Zemnieku savienība                | Centre droit Écologie, agrarisme                              | Raimonds Vējonis (Ministre de la Défense) | 12,19 % des voix 13 députés |

## Résultats

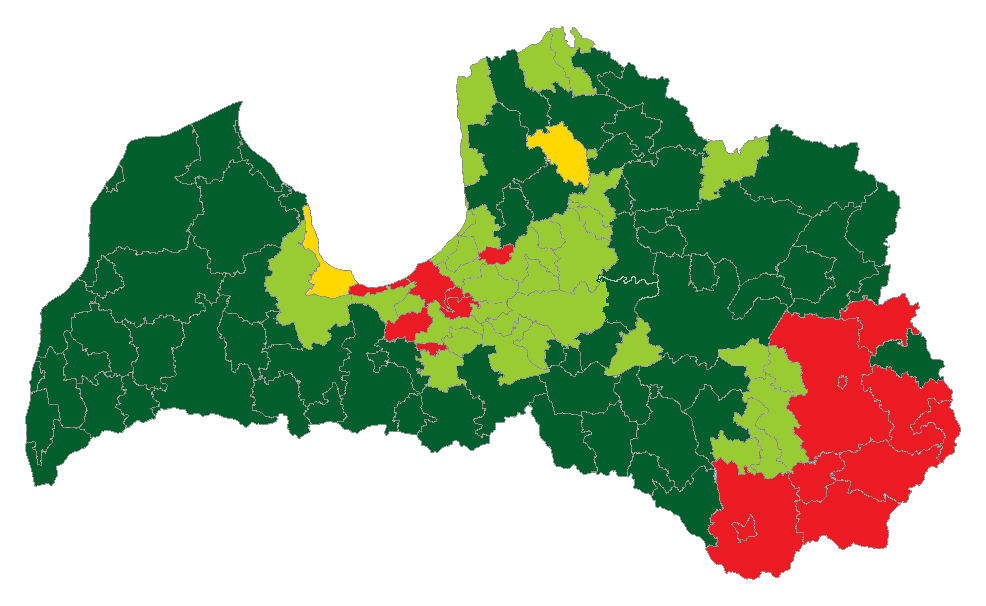
Parti arrivé en tête par circonscription.

|                           |                                            |           |       |      |        |               |  |  |  |  |  |  |  |  |
| Parti                     | Parti                                      | Voix      | %     | +/-  | Sièges | +/-           |  |  |  |  |  |  |  |  |
|                           | Parti social-démocrate « Harmonie » (SSDP) | 209 887   | 23,15 | 5,47 | 24     | 7             |  |  |  |  |  |  |  |  |
|                           | Unité (V)                                  | 199 535   | 22,01 | 3,01 | 23     | 3             |  |  |  |  |  |  |  |  |
|                           | Union des verts et des paysans (ZZS)       | 178 210   | 19,66 | 7,33 | 21     | 8             |  |  |  |  |  |  |  |  |
|                           | Alliance nationale (NA)                    | 151 567   | 16,72 | 2,71 | 17     | 3             |  |  |  |  |  |  |  |  |
|                           | Du cœur pour la Lettonie (NSL)             | 62 521    | 6,90  | Nv.  | 7      | 7             |  |  |  |  |  |  |  |  |
|                           | Association lettonne des régions (LRA)     | 60 812    | 6,71  | Nv.  | 8      | 8             |  |  |  |  |  |  |  |  |
|                           | Union russe de Lettonie (LKS)              | 14 390    | 1,59  | 0,81 | 0      | en stagnation |  |  |  |  |  |  |  |  |
|                           | Unis pour la Lettonie (VL)                 | 10 788    | 1,19  | Nv.  | 0      | en stagnation |  |  |  |  |  |  |  |  |
|                           | Développement letton (LA)                  | 8 156     | 0,90  | Nv.  | 0      | en stagnation |  |  |  |  |  |  |  |  |
|                           | Nouveau Parti conservateur (JKP)           | 6 389     | 0,70  | Nv.  | 0      | en stagnation |  |  |  |  |  |  |  |  |
|                           | Liberté                                    | 1 735     | 0,19  | 0,03 | 0      | en stagnation |  |  |  |  |  |  |  |  |
|                           | Croissance                                 | 1 515     | 0,17  | Nv.  | 0      | en stagnation |  |  |  |  |  |  |  |  |
|                           | Souveraineté                               | 1 033     | 0,11  | Nv.  | 0      | en stagnation |  |  |  |  |  |  |  |  |
|                           |                                            |           |       |      |        |               |  |  |  |  |  |  |  |  |
| Suffrages exprimés        | Suffrages exprimés                         | 906 538   | 99,24 |      |        |               |  |  |  |  |  |  |  |  |
| Votes blancs et invalides | Votes blancs et invalides                  | 6 015     | 0,66  |      |        |               |  |  |  |  |  |  |  |  |
| Enveloppes invalides      | Enveloppes invalides                       | 938       | 0,10  |      |        |               |  |  |  |  |  |  |  |  |
| Total                     | Total                                      | 913 491   | 100   | –    | 100    | en stagnation |  |  |  |  |  |  |  |  |
| Abstentions               | Abstentions                                | 638 744   | 41,15 |      |        |               |  |  |  |  |  |  |  |  |
| Inscrits/Participation    | Inscrits/Participation                     | 1 552 235 | 58,85 |      |        |               |  |  |  |  |  |  |  |  |

| 24   | 8   | 21  | 23 | 7   | 17 |
| SSDP | LRA | ZZS | V  | NSL | NA |

## Analyse
Bien qu'il soit de nouveau en tête, comme en 2011 avec le Centre de l'harmonie, le Parti social-démocrate « Harmonie » connaît une forte chute, puisqu'il abandonne 7 mandats parlementaires et ne compte que 10 300 voix d'avance sur Unité. Le parti de la Première ministre améliore son résultat par rapport aux précédentes élections, mais son nombre de députés est inférieur de 19 au total obtenu en 2011 entre lui et le Parti réformateur ; cette alliance n'a donc pas réellement fonctionné. En revanche, les deux autres forces gouvernementales progressent, l'Union des verts et des paysans n'étant pas loin de retrouver son haut niveau de 2010 en frôlant la barre des 20 % des voix, tandis que l'Alliance nationale n'a aucune difficulté à dépasser les 15 %. Dans l'ensemble, les partis de la majorité sortante totalisent 58 % des suffrages et 61 sièges à la Saeima.
Enfin, comme à presque chaque élection depuis 1990, deux nouvelles formations entrent sur la scène parlementaire. L'Association lettonne des régions, parti centriste qui avait un accord avec le Parti social-démocrate du travail letton (LSDSP), obtient 8 élus  bien qu'elle remporte 1 700 suffrages de moins que l'autre nouvelle entité, Du cœur pour la Lettonie, force conservatrice créée par l'ancienne auditrice générale Inguna Sudraba.